# Montmorilonit
Montmorilonit je zelo mehak filosilikat, ki tvori mikroskopske kristale in je sestavina gline. Imenuje se po naselju Montmorillon v zahodni francoski regiji Poitou-Charentes.  Spada v smektitsko skupino glin s strukturo 2:1, se pravi da je sloj oktaedrov [Al2O3] z obeh strani obdan s slojem tretraedrov [SiO4]. Sendviči so debeli približno en mikron, prostore med njimi pa zapoljujejo kalcijevi kationi.
Montmorilonit je glavna sestavina bentonita, ki nastaja s  preperevanjem vulkanskega pepela. 
Vsebnost vode v mineralu se spreminja. Z naraščanjem vsebnosti vode se prostornina minerala zelo poveča. Kemijsko je hidratiziran natrijev kalcijev aluminijev magnezijev silikat hidroksid s kemijsko formulo (Na,Ca)0,33(Al,Mg)2(Si4O10)(OH)2•nH2O. Natrijev, kalcijev in magnezijev kation so lahko zamenjani s kalijevim, železovim in drugimi kationi. Natančna sestava je zelo odvisna od nahajališča. Mineral je pogosto pomešan s kloritom, muskovitom, ilitom, kukeitom in kaolinitom. 

## Jamski pogoji
V jamskih okoljih se montmorilonit lahko zbira in pretvarja v druge minerale. Naravno preperevanje jame lahko za seboj pusti koncentrat alumosilikatov, ki jih je vsebovala osnovna kamnina. V raztopini alumosilikatov lahko počasi nastane montmorilonit. Nastajanje lahko pospeši dolgotrajna visoka koncentracija hidrogenkarbonatnega iona HCO3-.  Montmorilonit se v suhih pogojih lahko pretvori v paligorskit, v kislih pogojih s pH 5 ali manj pa v endelit. Endelit se lahko zatem s sušenjem pretvori v halojzit.

## Uporaba
Montmorilonit je ena od komponent v suspenziji za izpiranje vrtine pri vrtanju nafte. Suspenzija postane bolj viskozna, zato se izboljša hlajenje vrtine in odstranjevanje izvrtane kamnine. Uporablja se tudi kot dodatek k sušnim zemljam za boljše zadrževanja vlage, pri gradnji zemljenih nasipov in nabrežij za preprečevanje odtekanja vode, za izdelavo peščenih livarskih kalupov in za odstranjevanje vlage iz zraka in drugih plinov.
Podobno kot druge gline tudi montmorilonit s povečevanjem vsebnosti vode nabreka. Nekateri montmoriloniti nabrekajo znatno bolj kot druge gline, ker voda prodre v medplastne molekularne prostore in se hkrati adsorbira. Obseg nabrekanja je odvisen predvsem od vrste izmenljivih kationov. Če je prevladujoč izmenljiv kation natrij, se prostornina poveča na večkratno začetno prostornino. Natrijev montmorilonit se zato uporablja kot glavna sestavina neeksplozivnih snovi za lomljenje kamnin v kamnolomih, ker zmanjša količino odpada, in za rušenje betonskih zgradb v okoljih, kjer je uporaba eksploziva nesprejemljiva. 
Bentonit, ki vsebuje montmorilonit, se zaradi njegovega nabrekanja uporablja kot tesnilo za vodnjake in podlage smetišč. Uporablja se tudi kot sredstvo proti sprijemanju v živinski krmi, pomožno sredstvo v papirni industriji, v kozmetiki in kot adsorbent za odstranjevanje herbicida atrazina iz vode.

### Kalcinirani proizvodi
S kalciniranjem montmorilonita nastane porozen produkt, ki se uporablja za kondicioniranje športnih igrišč in proizvodov iz zemlje, na primer zemlje za bonsaje, ki je nadomestek za akadamo.

### Uporaba v medicini in farmakologiji
V interni medicini se uporablja za učinkovito zdravljenje sindroma razdražljivega črevesja in zaprtja  in za preprečevanje aflaktoksikoze. Modificiran montmorilonit zavira absorbcijo holesterola  v črevesju in absorbira sečno kislino. V živinoreji in ribogojstvu se uporablja za izboljšanje rasti prašičkov in rib.  Pri podganah in miših zmanjšuje izločanje hormonov ščitnice, njegovo uporabnost pa preučujejo tudi na drugih področjih.
Mineral je dokazano učinkovito absorbcijsko sredstvo za težke kovine, toksine in nevarne kemikalije.
Uporaben je tudi za zunanjo rabo in  v inženirstvu tkiv, dokazan pa je tudi njegov antibakterijski učinek.
V farmakologiji se uporablja na primer kot stabilizator suspenzij in emulzij, za uravnavanje viskoznosti in oprijemljivosti na kožo in izdelavo tablet. Lahko je tudi nosilec učinkovin, sredstvo za uravnavanje njihovega sproščanja ali stabilizator. V sintezi zdravil se uporablja na primer kot katalizator.

## Nahajališča
Montmorilonit je nastal s hidrotermalno substitucijo drugih mineralov v vulkanskem tufu, pepelu in bentonitih. Kot sestavina gline se pojavlja predvsem v tropskih zemljah in glinavcih v globokem morskem dnu. Med spremljajčimi minerali so najpogostejši različni amfiboli in pirokseni, biotit, kalcit, kristobalit, dolomit, sadra, limonit, različni olivini, ortoklaz, pirit, kremen in različni zeoliti. 
Do leta 2011 so montmorilonit našli na približno 1.100 mestih po celem svetu. Mineral so odkrili tudi v vzorcih kamnin z Marsa, predvsem tistih iz Mawrth Vallis.
V Sloveniji so montmorilonit našli v Zaloški gorici pri Celju.